# Shwesandaw-Pagode

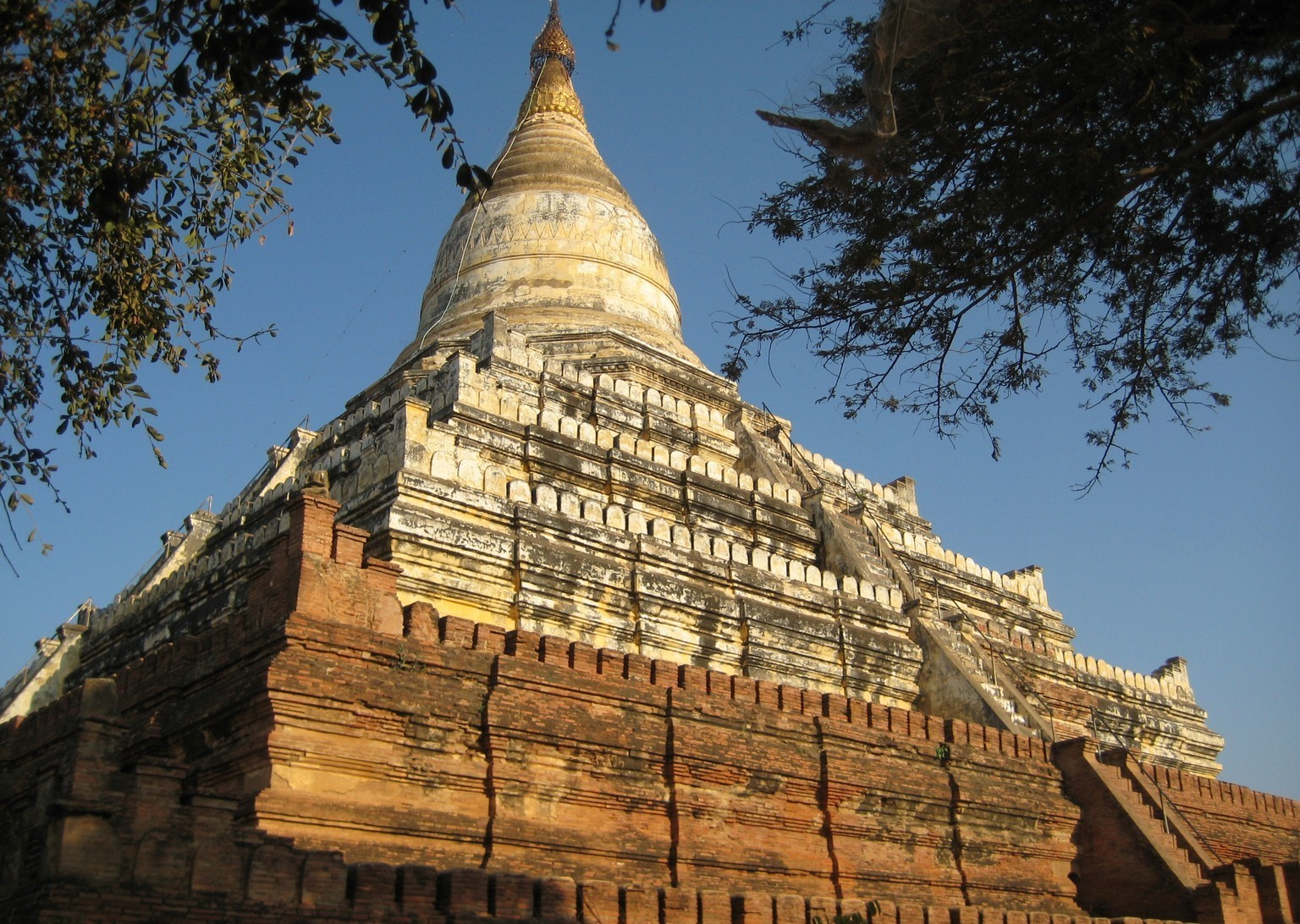
Shwesandaw-Pagode

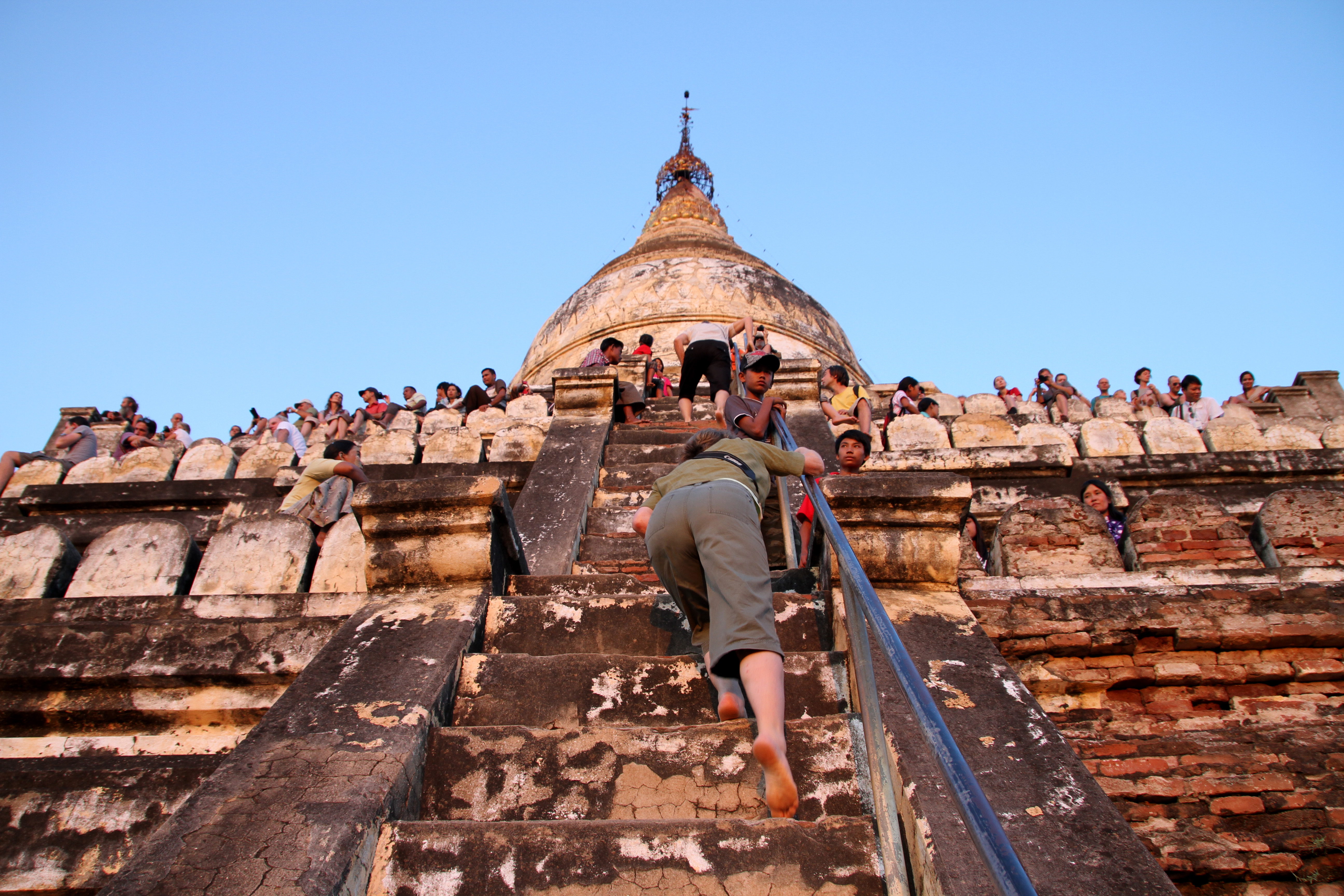
Sonnenuntergangstouristen

Die Shwesandaw-Pagode (birmanisch ရွှေဆံတော်ဘုရား; sprich:ʃwèsʰàɴdɔ̀ pʰəjá) ist ein buddhistischer Stupa in Bagan, Myanmar. 

## Geschichte
Die Pagode wurde 1057 unter König Anawrahta erbaut und beherbergt eine Haarreliquie Buddhas aus Thaton.

## Beschreibung
Die Stufenpyramide hat fünf quadratische Terrassen, dann zwei achteckige Zwischenstufen und schließlich den klassischen zylindrischen Stupa-Aufbau mit Glocke, Turban, doppeltem Lotus, Bananenknospe und Hti. An den vier Seiten führen bis zur fünften Terrasse Treppen hinauf. Früher dienten sie den Gläubigen, damit sie die inzwischen verschwundenen Terrakotta-Platten mit Szenen aus den Jatakas auf den einzelnen Terrassen erreichen konnten; heutzutage steigen Touristen hinauf, um den Sonnenuntergang zu bewundern.